# Corticotropină
Corticotropina, hormonul adrenocorticotrop sau ACTH, reprezintă un hormon polipeptidic tropic secretat de hipofiza anterioară (adenohipofiză), cu rol în producția și secreția hormonilor corticosteroizi. Din punct de vedere structural, conține 39 de resturi de aminoacizi. Are o masă moleculară de 4540 Da, și un timp de înjumătățire de 10-18 minute.Are acelasi precursor chimic ca si MSH (melanocito stimulator hormon) si determina actiunea directa asupra melanocitelor. În lipsa ACTH, glandele corticosuprarenale se atrofiază.

## Funcții
ACTH stimulează glandele corticosuprarenale, prin atașarea la receptorii situați pe suprafața celulelor din cortexul adrenal. Astfel, prin stimularea regiunii:
- fasciculare (creștere a secreției rapidă, în 7-8 minute), sunt produși cortizolul și corticosteronul;
- glomerulare, sunt produși hormonii mineralocorticoizi: aldosteronul și corticosteronul;
- reticulare, sunt produși unii androgeni: dehidroepiandrosteron și androstenediona.

Prin atașare la receptorii ACTH (receptor cuplat cu proteina G), stimulând adenilil-ciclaza, care produce la rândul ei AMPc. Aceasta activează protein-kinaza A, care inițiază steroidogeneza (conversia colesterolul în pregnenolon).

## Reglarea
Reglarea umorală are loc printr-un mecanism de feed-back negativ: creșterea concentrației sangvine a glucocorticoizilor duce la scăderea secreției de ACTH, și invers. De exemplu, inhibarea biosintezei glucocorticoizilor suprarenali (cortizol) cu metopironă, este urmată de creșterea nivelului de ACTH. De asemenea, în situații de stres, crește foarte mult secreția de ACTH. De asemenea, hipotalamusul are o influență asupra nivelului ACTH prin intermediul CRH.
ACTH este sintetizat dintr-un precursor, pre-pro-opiomelanocortin (pre-POMC). POMC și ACTH sunt secretați de către celulele corticotrope din adenohipofiză ca urmare a stimulării de către CRH (corticotropin releasing factor), secretată de hipotalamus. Glucocorticoizii inhibă secreția hipotalamică de CRH, ceea ce duce la scăderea rapidă a concentrației ACTH (feed-back rapid). De asemenea, glucocorticoizii inhibă rata de transcripție a genelor POMC, ceea ce duce la scăderea încetinită a concetrației ACTH (după câteva zile - feed-back încet).